# Fluid
En fluid är ett ämne som deformeras kontinuerligt när det utsätts för skjuvspänning. Ofta menar man ett ämne som har den fysikaliska egenskapen att den anpassar sin form till den behållare den befinner sig i, det vill säga en vätska eller en gas.
Begreppet fluid används inom olika delar av fysiken, i de fall vätskor och gaser har liknande egenskaper. Exempelvis studeras fluiders rörelse inom strömningsmekaniken, som även kallas fluidmekanik.

## Egenskaper
En fluid behåller alltså inte sin form när den utsätts för skjuvspänning utan "flyter ut", vilket förklarar beteckningen. Denna egenskap skiljer en fluid från en fast kropp som kan stå emot skjuvspänningar och har en elasticitet, vilket innebär att en fast kropp mer eller mindre behåller sin form när den utsätts för skjuvspänningar. Vid en stöt som överskrider ljudhastigheten i ett fast material blir dock tröghetskrafterna starkare än viskosteten som håller samman materialet och det flyter som en vätska. Det är principen bakom en explosivt formad projektil.
Fluider kan dock uppta tryck och deras motsvarighet till elasticitet kallas kompressibilitet. Kompressibiliten är ett uttryck för hur mycket fluiden ändrar sin volym i förhållandet till det tryck som den utsätts för.
Fluiders beteende i samband med rörelse eller strömning beror bland annat på deras viskositet, som är ett mått på hur trögflytande fluiden är.